# Munidopsis curvirostra
Munidopsis curvirostra är en kräftdjursart som beskrevs av Whiteaves 1874. Munidopsis curvirostra ingår i släktet Munidopsis och familjen trollhumrar. Inga underarter finns listade i Catalogue of Life.